# Антигон Каристський
Антигон (III ст. до н. е.) — давньогрецький історик, граматик, мистецтвознавець, був подорожуючим вченим.

## Життєпис
Народився у м. Кариста на о. Евбея. Працював за єгипетських царів Птолемея II та Птолемея III в Олександрії Єгипетський. На деякий час виїжджав до Афін, мешкав при дворі Аттала I, царя Пергама.
Подробиць про життя Антигона, місце його смерті немає. Твори його торкалися життя філософів, незвичних природних явищ та мистецтва. Їх використовували у подальшому Пліній Старший та Діоген Лаертський.

## Твори
- «Історія мистецтва».
- «Життєпис філософів».
- «Збірка незвичайних оповідей».